# Olliver Peak
Der Olliver Peak ist ein 630 m hoher Berg an der Amundsen-Küste in der antarktischen Ross Dependency. Er ist der nordwestlichste Gipfel der Gabbro Hills und ragt an der Ostflanke der Mündung des Barrett-Gletschers in das Ross-Schelfeis auf.
Das Advisory Committee on Antarctic Names benannte ihn 1966 nach Commander George R. Olliver von der United States Navy, der am 22. Dezember 1955 beim verunglückten Startversuch einer de Havilland Canada DHC-3 Otter unweit des Kap Bird auf der Ross-Insel verletzt worden war.